# White Chicks
White Chicks är en amerikansk komedifilm från 2004, regisserad av Keenen Ivory Wayans efter manus av Keenen Wayans, Shawn Wayans och Marlon Wayans, vilka även producerade filmen genom Revolution Studios.
Filmen hade premiär i USA 23 juni 2004, i Finland 12 november och i Sverige 26 november.

## Handling
De två FBI-agenterna Kevin och Marcus Copeland (Shawn och Marlon Wayans) ska utreda ett hot om kidnappning av två unga och rika arvtagerskor till en hotellkedja, Brittany och Tiffany Wilson (parodi på Paris och Nicky Hilton). Deras överordnade Elliott Gordon (Frankie Faison) har gett dem uppdraget som en sista utväg istället för att avskeda dem på grund av deras dåliga rykte. När systrarna Wilson åsamkas ärr i ansiktena i en bilolycka vägrar de att lämna hotellet på grund av sitt utseende. För att rädda sina jobb förklär sig bröderna Copeland som de vita kvinnorna i forma av Wilson-look-alikes.

## Kritik
Filmen fick mestadels dålig kritik. Filmkritikern Scott Weinberg, "efilmcritic.com", beskrev White Chicks som "med lätthet en av de absolut sämsta 'komedier' jag någonsin sett". Dave Kehr på New York Times rekommenderar lobotomi som lämplig förberedelse för den som vill titta på filmen. Filmen hade däremot större framgång hos publiken och tjänade in mer än 70 miljoner dollar i USA och 113 miljoner dollar i resten av världen.

### Rollista (i urval)
- Shawn Wayans - Kevin Copeland
- Marlon Wayans - Marcus Copeland
- Frankie Faison - Section Chief Elliott Gordon
- John Heard - Warren Vandergeld
- Busy Philipps - Karen
- Jessica Clauffel - Tori
- Jennifer Carpenter - Lisa
- Maitland Ward - Brittany Wilson
- Anne Dudek - Tiffany Wilson
- Faune Chambers - Gina
- Terry Crews - Latrell Spencer
- Jaime King - Heather Vandergeld
- Brittany Daniels - Megan Vandergeld
- Lochlyn Munro - Agent Jake Harper
- Eddie Velez - Agent Vincent Gomez
- John Reardon - Heath
- Steven Grayhm - Russ
- Rochelle Aytes - Denise Porter
- Casey Lee - Tony